# 358 Apollonia
358 Apollonia là một tiểu hành tinh cỡ lớn ở vành đai chính. Nó được Auguste Charlois phát hiện ngày 8.3.1893 ở Nice, và có lẽ được đặt theo tên Apollonia, thành phố thuộc địa của Hy Lạp thời cổ ở Illyria (bán đảo Balkan).